# Mkhuze Game Reserve
Das Mkhuze Game Reserve ist ein Wildtierreservat in der Nähe der Stadt Mkuze in der Provinz KwaZulu-Natal (KZN) in Südafrika. Die Großstadt Durban befindet sich rund 270 Kilometer entfernt im Südwesten. Im Norden wird das Reservat vom Mkuze River begrenzt, im Westen von den Lebombobergen.

## Geschichte
Das Mkhuze Game Reserve wurde im Jahr 1912 als Wildtierschutzreservat gegründet. Es wird vom KwaZulu-Natal Nature Conservation Service, das zuweilen auch als Ezemvelo KZN Wildlife bezeichnet wird, verwaltet.

## Fauna
Unter den im Reservat lebenden Tieren nehmen die Vögel eine herausragende Stellung ein. Es wurden über 420 Vogelarten, zum Teil sehr seltene und gefährdete Arten dokumentiert. Bei Ornithologen ist das Reservat deshalb besonders beliebt.

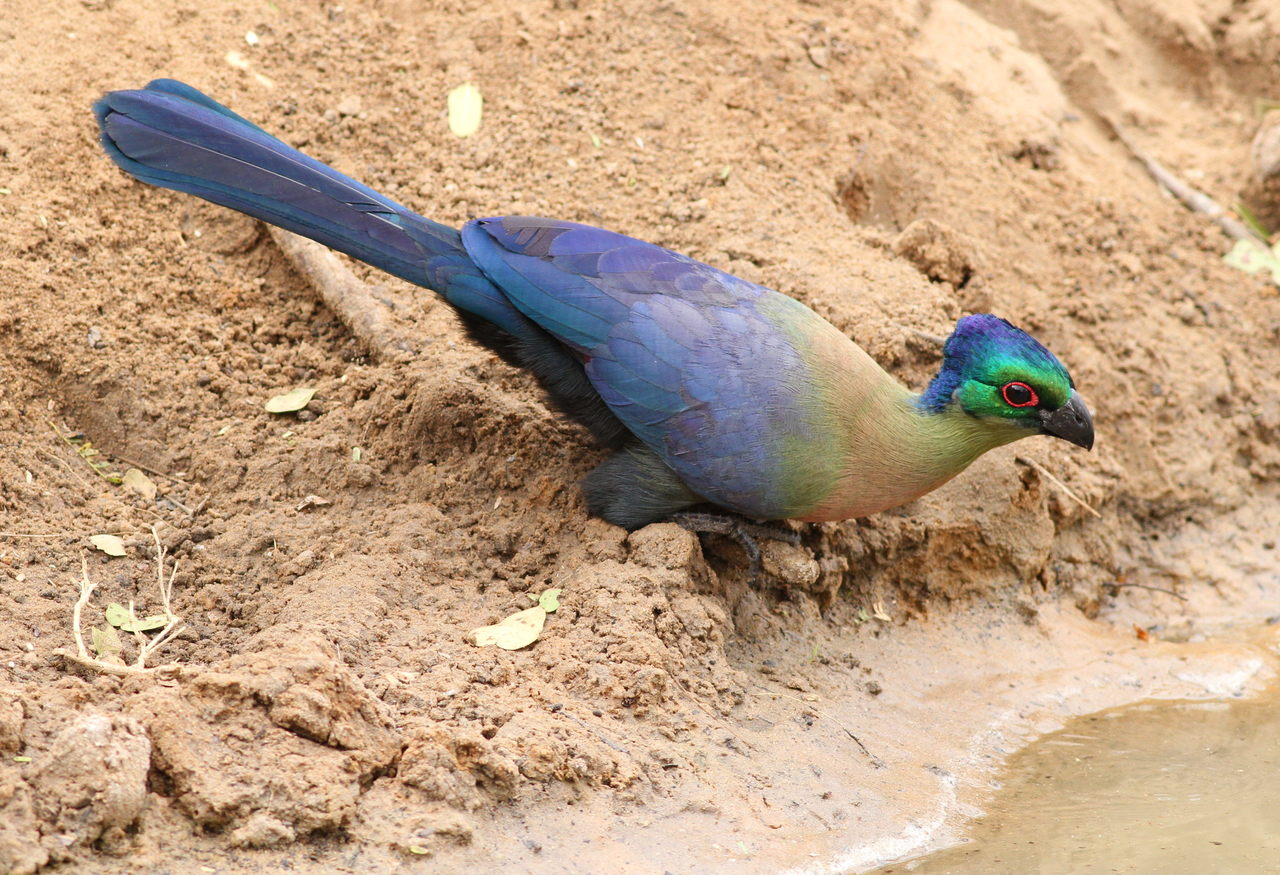
Glanzhaubenturako
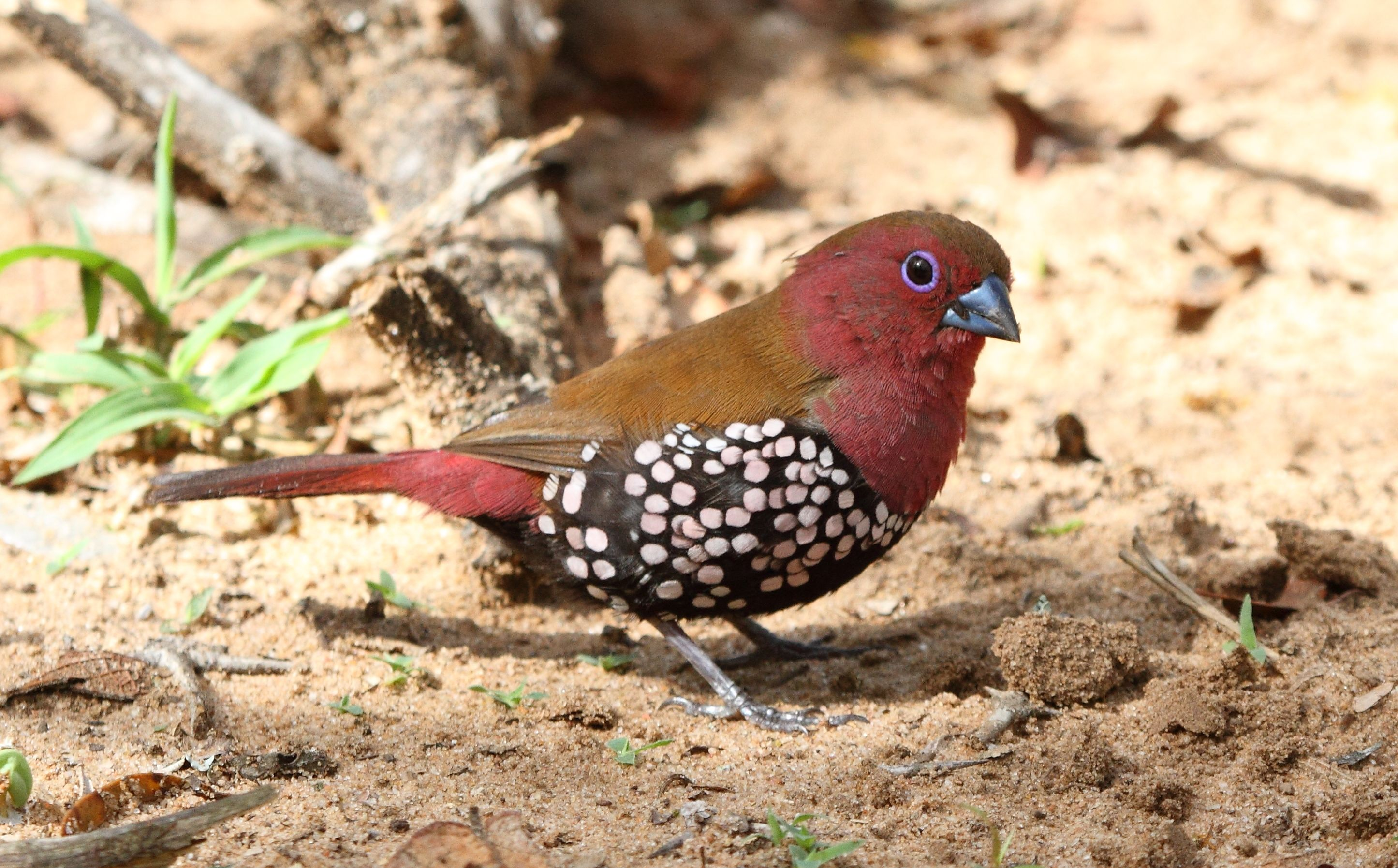
Perlastrild
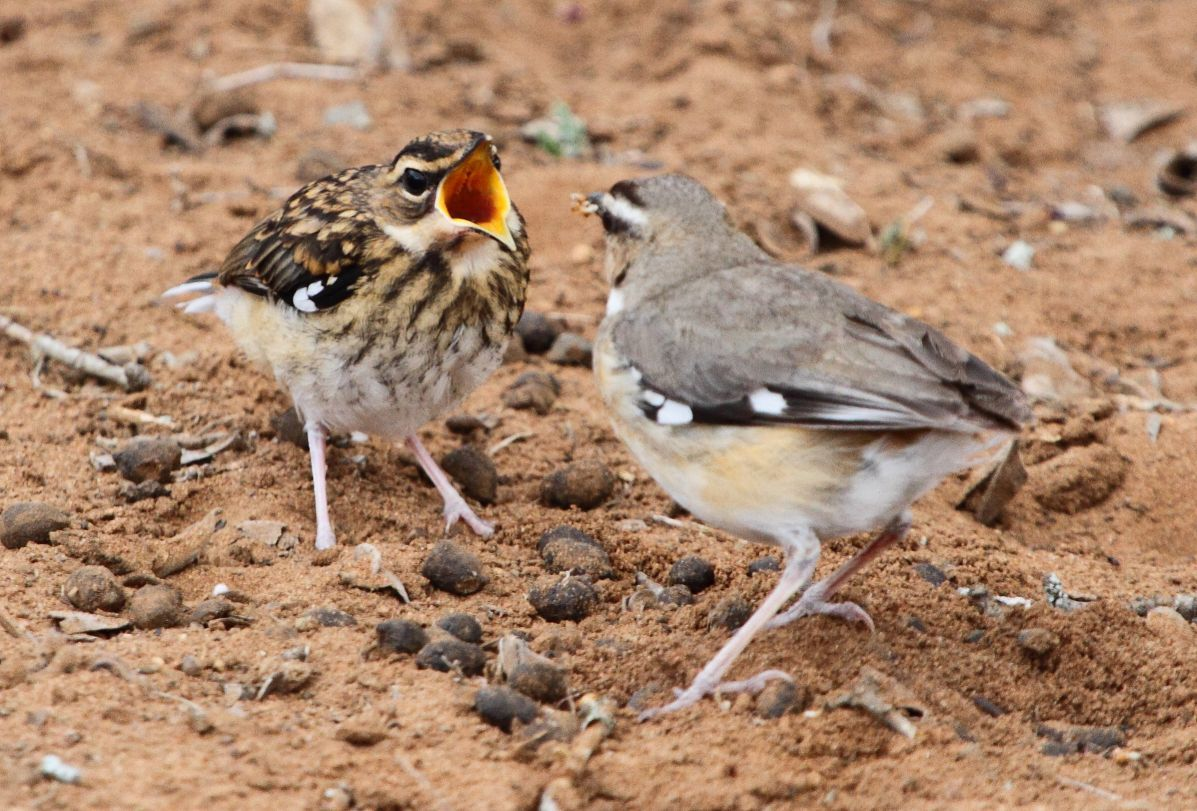
Streifenkopf-Heckensänger

Aufgrund der Überlagerung von gemäßigter und tropischer Klimazone gibt es im Reservat eine sehr artenreiche Tierwelt, dazu zählen die Big Five (Afrikanischer Elefant (Loxodonta africana), Breitmaulnashorn (Ceratotherium simum), Kaffernbüffel (Syncerus caffer), Leopard (Panthera pardus) und Löwe (Panthera leo)). Dabei ist anzumerken, dass Löwen erst seit dem Ende des Jahres 2013 nach und nach wieder im Reservat eingesetzt wurden. Weitere Arten sind u. a. Spitzmaulnashörner, Antilopen, beispielsweise Großer Kudu, Nyala, Schwarzfersenantilope, Ellipsen-Wasserbock, Kronenducker sowie Giraffen, Zebras, Geparde, Hyänen und Afrikanische Wildhunde., Giraffen, Zebras, Geparde, Hyänen und Afrikanische Wildhunde.

## Geländestruktur
Das Mkhuze Game Reserve verfügt über eine sanft gewellte Landschaft, die von weitläufigen Akazien-Savannen mit breit ausladenden Schirmakazien dominiert wird. Weitere Biotope umfassen sandigen Trockenwald, offenes Grasland, Flussauen, Galeriewald und Sumpfland. Außerdem gibt es einen 1400 Hektar großen Urwald aus Feigenbäumen, die bis zu 25 Meter hoch sind.

## Tourismus
Das Mkhuze Game Reserve ist etwas abseits der stark frequentierten Touristenregionen gelegen, weshalb die Besucherzahlen relativ niedrig sind. Die Möglichkeiten für Wildbeobachtung sind hervorragend. Es gibt ein gut ausgebildetes Straßen- und Wegenetz, so dass das Reservat problemlos mit dem eigenen Auto erkundet werden kann. An mehreren Wasserstellen wurden günstig positionierte, überdachte Beobachtungsstände eingerichtet. Von dort kann das Kommen und Gehen vieler Arten an den Wasserstellen beobachtet werden. Es werden zudem täglich am Morgen sowie am Nachmittag geführte Touren mit Landrovern angeboten. Im nördlichen Teil des Parks steht mit dem Mantuma Rest Camp eine breite Palette an Unterkünften zur Verfügung, von komfortablen Bungalows bis zu stilvollen Safari-Zelten und einfachen Hütten. Im Camp gibt es einen kleinen Lebensmittelladen sowie ein Restaurant. Der Campingplatz des Mkhuze Reservats liegt nahe am Emshopi-Parkeingang und ist mit mehr als 50 großen, schattigen Stellplätzen ausgestattet.

## Jagd
Im südlichen Teil des Reservats wurde ein 4500 Hektar großes Areal für die Jagd abgegrenzt. In dieser Mkhuze Controlled Hunting Area (CHA) ist professionelle Jagd unter streng kontrollierten Bedingungen und ständiger Begleitung und Aufsicht von KZN Wildlife Rangern möglich. Der Park bietet bestimmte hunting packages an. Gejagt werden können unter anderem Breitmaulnashörner (nur Bullen), Zebras, Nyalas, Schwarzfersenantilopen und Warzenschweine, jeweils beiderlei Geschlechts.

## Wilderei-Bekämpfung
Die Wildtierreservate in KwaZulu-Natal sind von Wilderern zu einer der am stärksten betroffenen Regionen Südafrikas geworden. Es wurde festgestellt, dass die durch Wilderei getöteten Tiere die Zahl von Nashorngeburten übersteigt und dadurch zu einer rückläufigen Population von Spitzmaulnashörnern führen könnte. Dieser Trend wurde durch Dürren verschärft, da er zu einem Mangel an Vegetationsbedeckung führte und Nashörner und ihre Kälber anfälliger für Wilderer und Krankheiten machte. Zwar wurden im Jahr 2022 keine Nashörner im Mkhuze Game Reserve gewildert, die Wilderei stieg jedoch im Rest von KwaZulu-Natal weiter an und das Reservat grenzte an besiedelte Gebiete, die bekanntermaßen einen Ursprung der Wilderer darstellen. Der Schutz des Reservats gestaltet sich insofern als schwierig, als ein Mangel an geeignetem Personal bei schlechter Bezahlung  besteht. Dennoch werden aufgrund der weiterhin bestehenden Bedrohung Wilderei-Bekämpfungs-Teams verstärkt eingesetzt. Dies umfasst regelmäßige Patrouillen für Fuß sowie Fahrzeugpatrouillen mit Luftunterstützung. Das engagierte Personal ist rund um die Uhr teils unter widrigen Bedingungen aktiv, um die Tierwelt sowie die Unversehrtheit des Reservats zu sichern.

## Galerie
Die nachfolgende Bildauswahl zeigt einige Tiere aus dem Mkhuze Game Reserve:

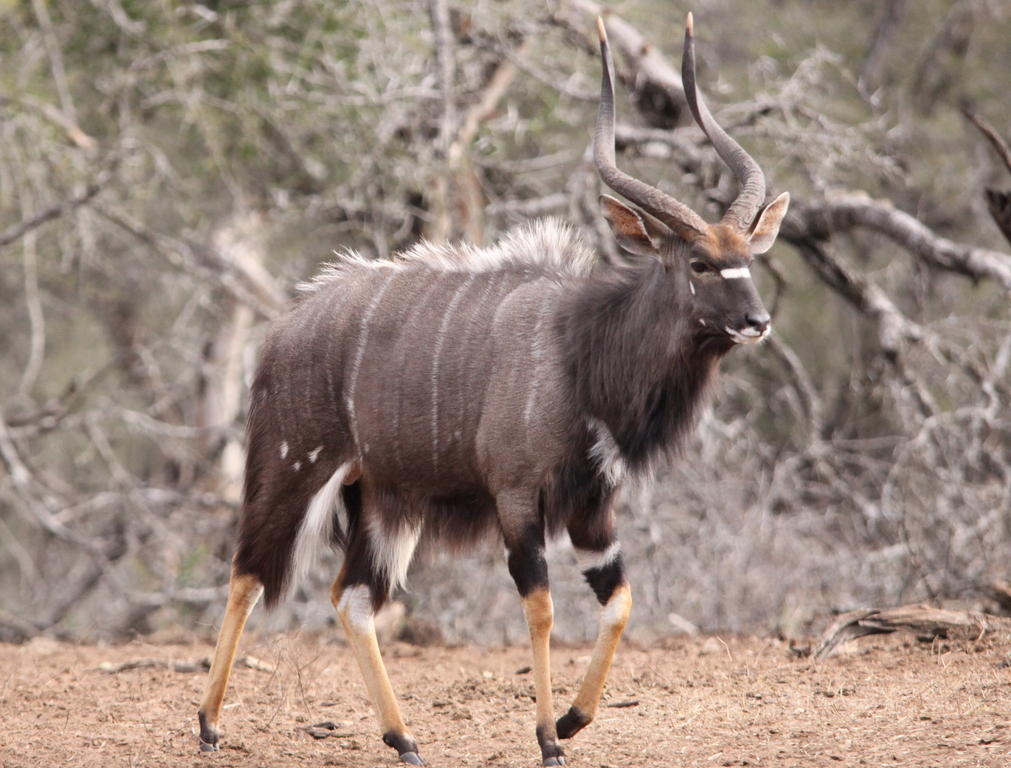
Nyala, Männchen
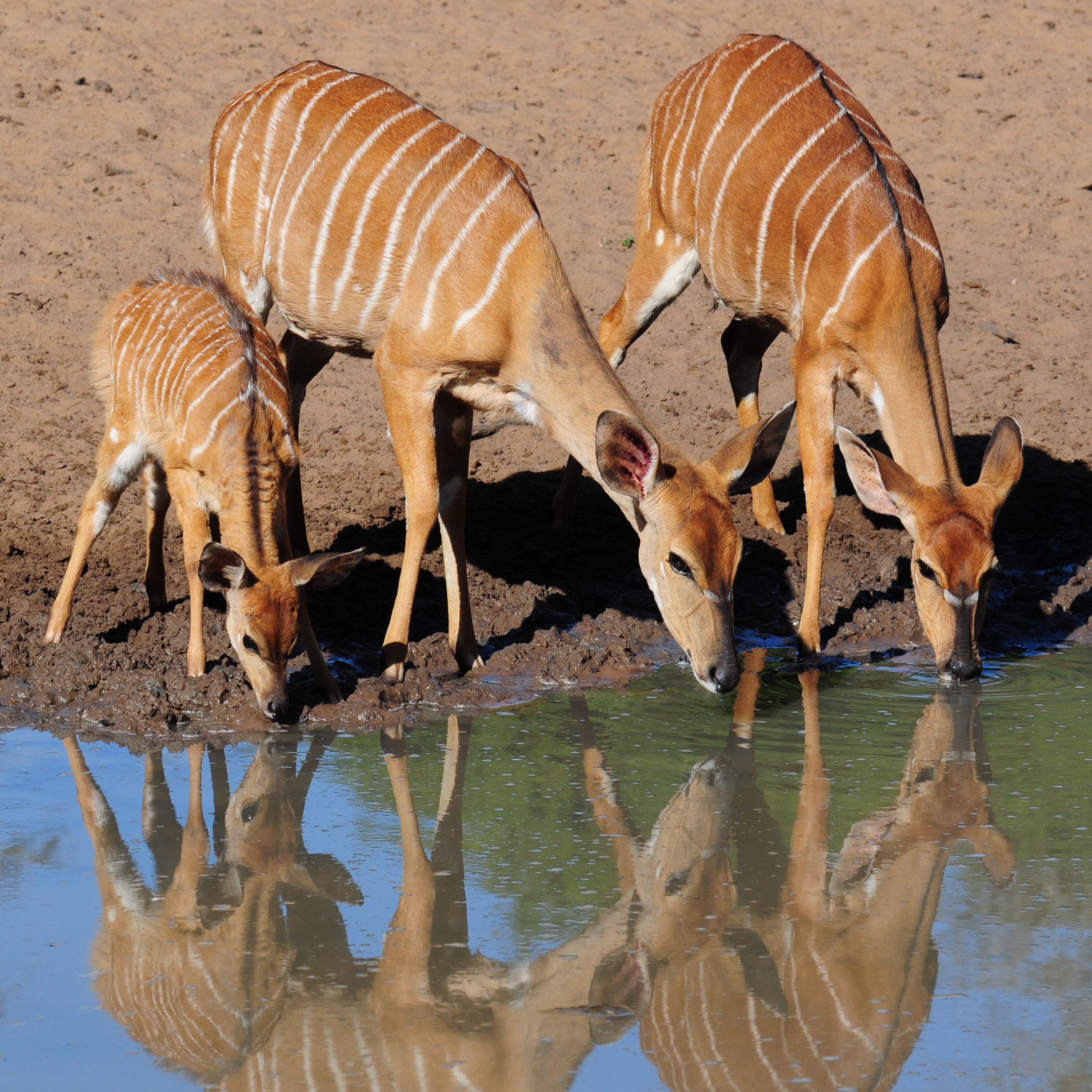
Nyala, Weibchen
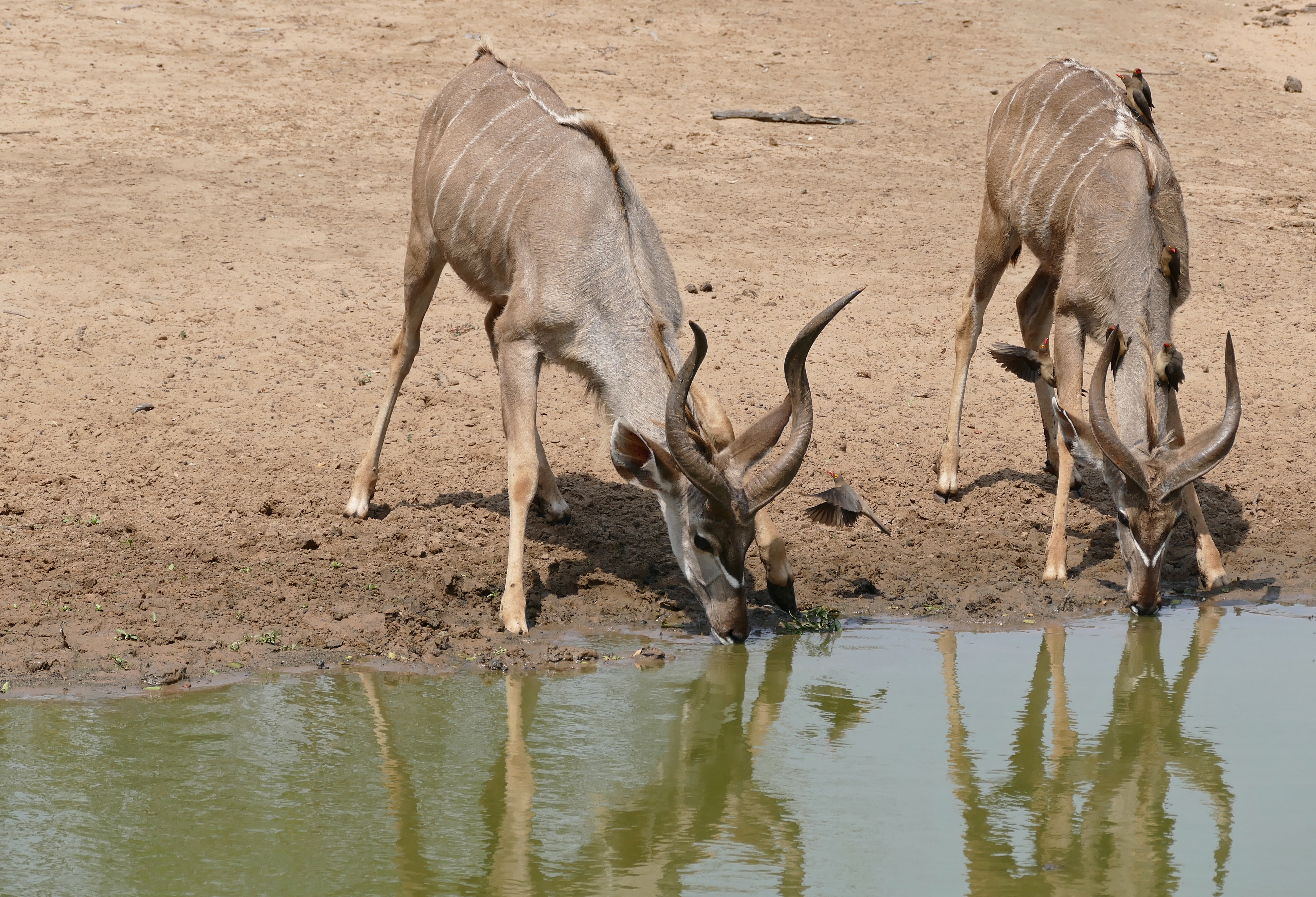
Große Kudus, Männchen
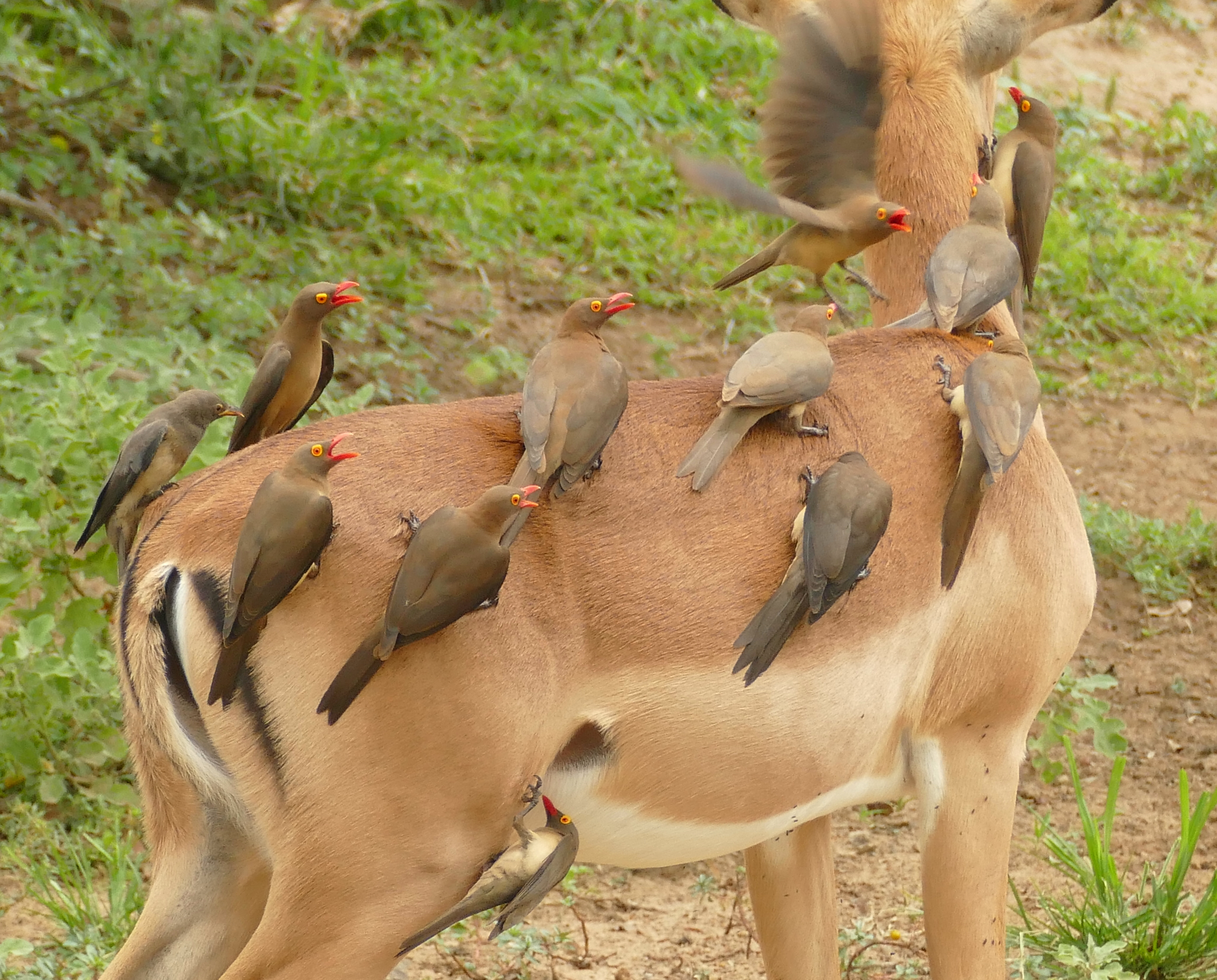
Rotschnabel-Madenhacker auf Schwarzfersenantilope
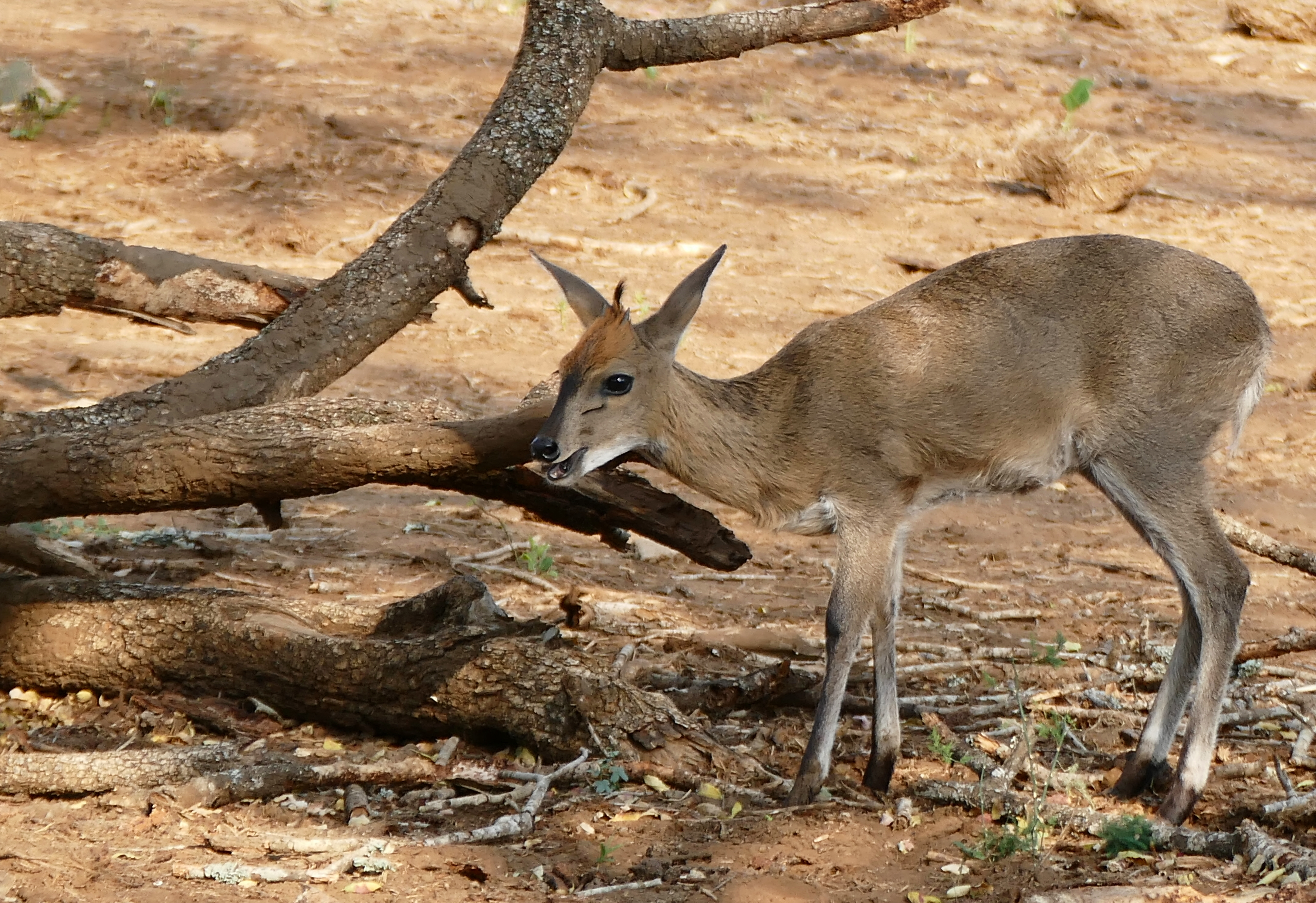
Kronenducker
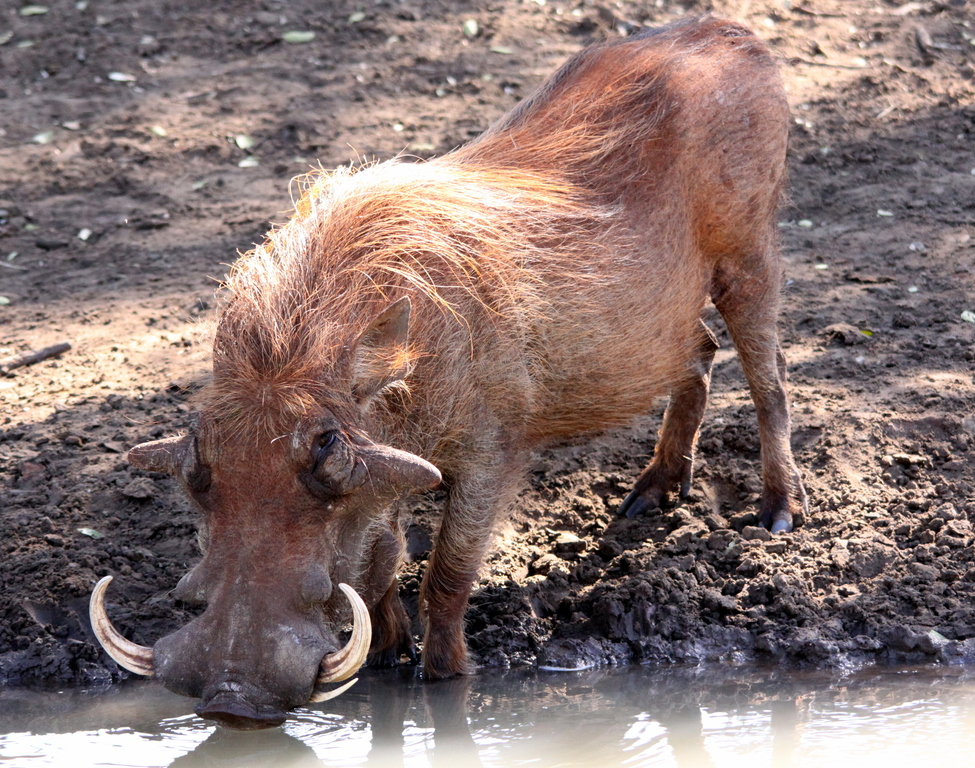
Warzenschwein
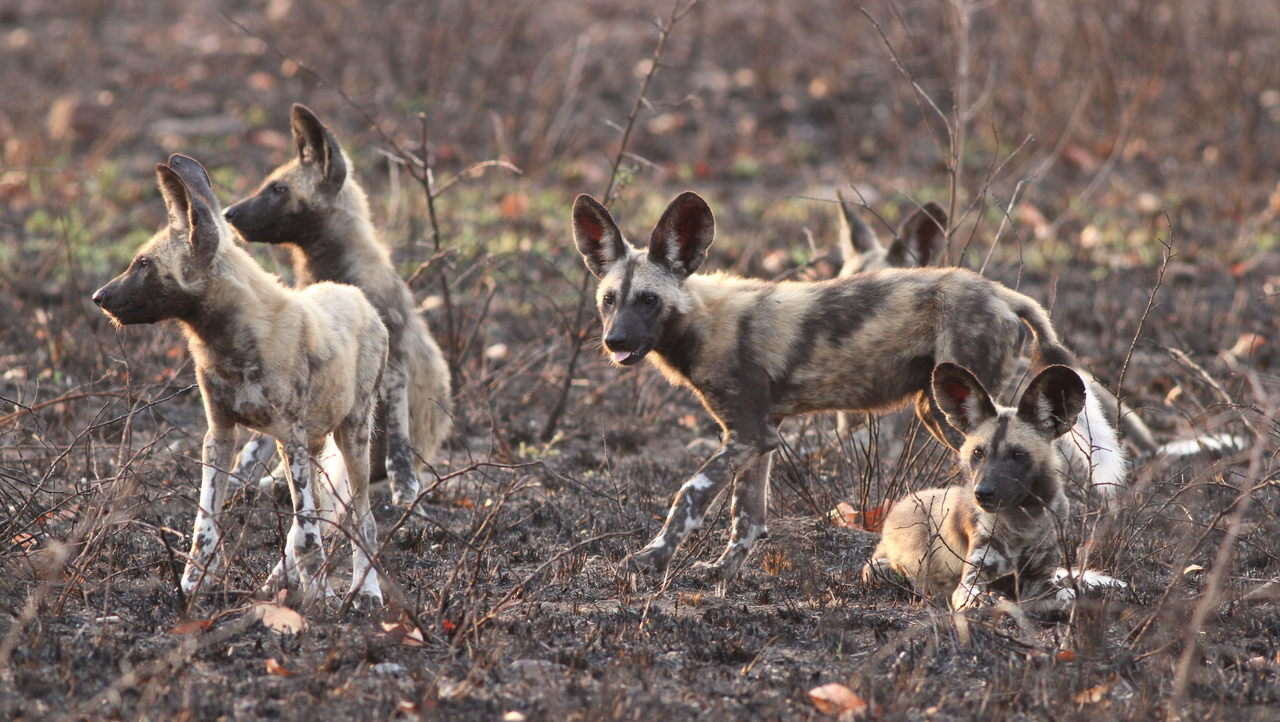
Afrikanische Wildhunde
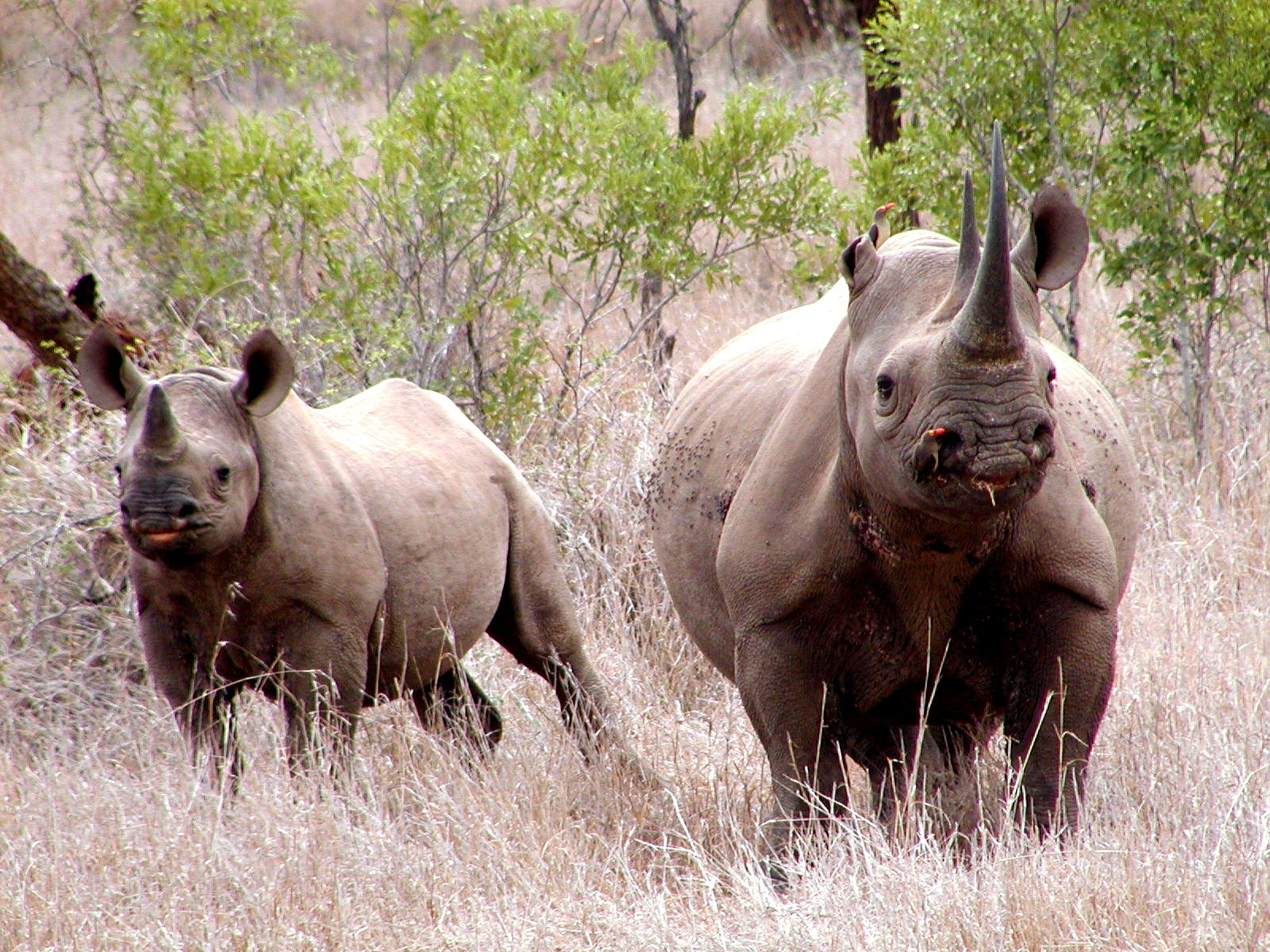
Spitzmaulnashörner
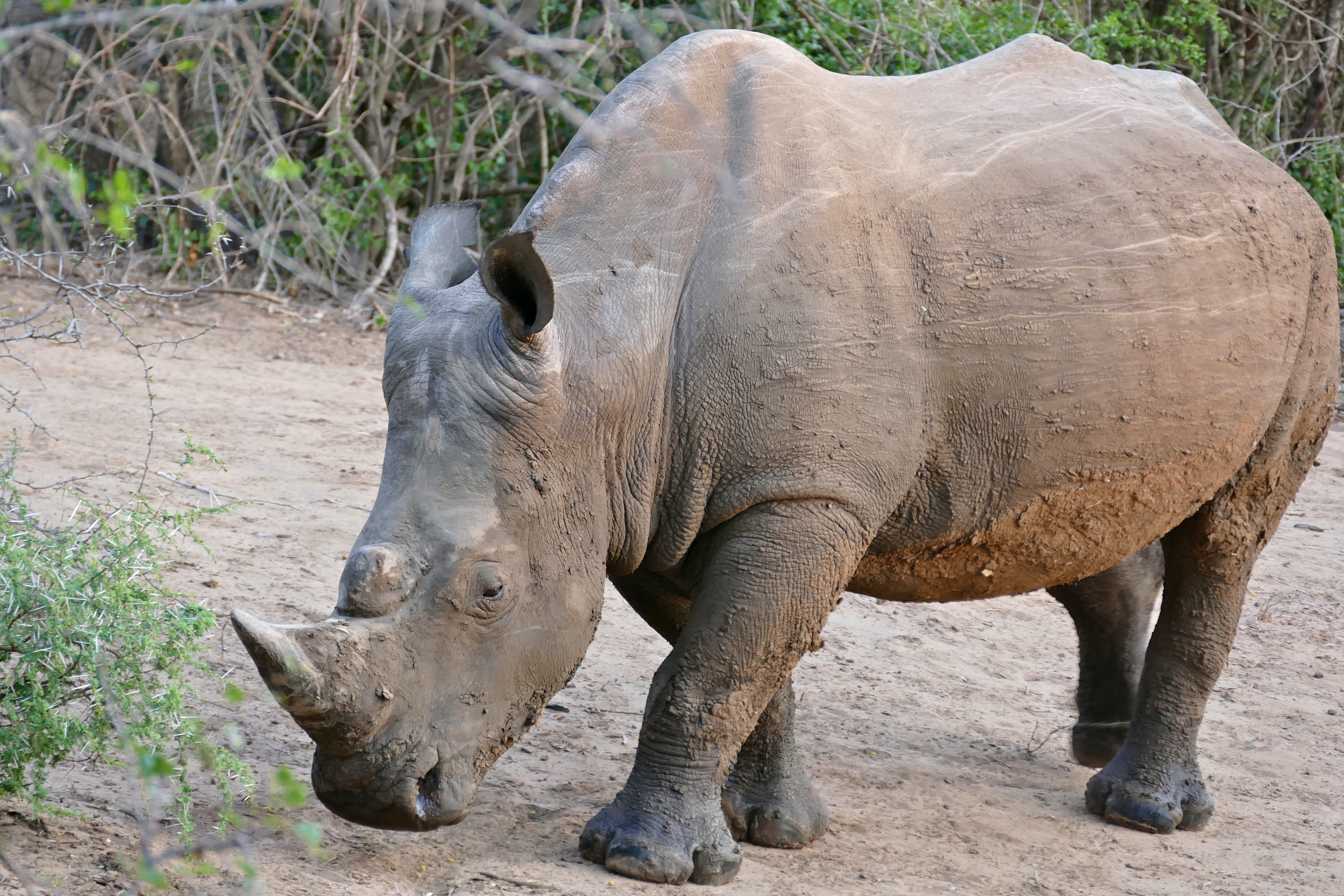
Breitmaulnashorn
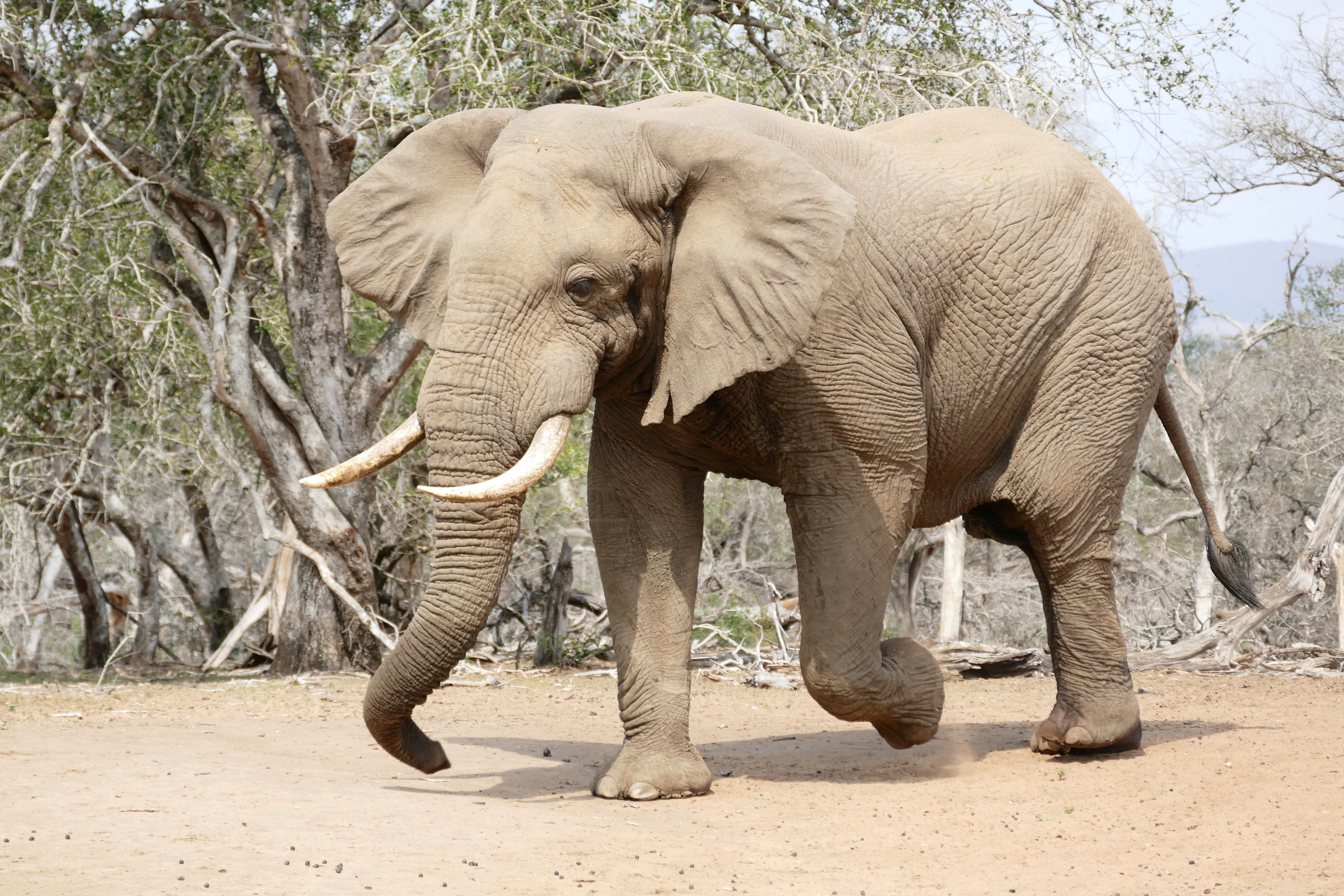
Afrikanischer Elefant